# Wyżnia Barania Ławka
Wyżnia Barania Ławka (słow. Barania priehyba) – przełęcz w słowackiej części Tatr Wysokich, położona w masywie Baranich Rogów. Jest pierwszym od góry siodłem w długiej południowo-wschodniej grani Wyżniego Baraniego Zwornika i oddziela od siebie wierzchołek Wyżniego Baraniego Zwornika w grani głównej na północnym zachodzie od niższego, północno-zachodniego wierzchołka Baranich Rogów na południowym wschodzie. Siodło jest położone tuż poniżej Wyżniego Baraniego Zwornika.
Przełęcz jest wyłączona z ruchu turystycznego. Jej północno-wschodnie stoki opadają do Baraniej Kotliny – górnego piętra Doliny Dzikiej, natomiast południowo-zachodnie – do Doliny Pięciu Stawów Spiskich. Na obie strony grani z przełęczy opadają pokaźne żleby: Barani Żleb do Doliny Pięciu Stawów Spiskich i nienazwany żleb do Baraniej Kotliny. Najdogodniejsza droga dla taterników wiedzie na Wyżnią Baranią Ławkę Baranim Żlebem, inne prowadzą m.in. od Śnieżnej Przełęczy, od Baraniego Przechodu i z Doliny Dzikiej.
Pierwsze wejścia:
- letnie – Józef Stolarczyk, Ambroży Reformat (Tomasz Trausyl), Wojciech Gąsienica Kościelny, Wojciech Ślimak, Szymon Tatar starszy i Jędrzej Wala starszy, przed 17 września 1867 r., przy przejściu granią,
- zimowe – Adam Karpiński i Konstanty Narkiewicz-Jodko, 5 kwietnia 1928 r.[1]